# Efter alla dessa år
Efter alla dessa år är ett samlingsalbum från 2013 av den svenska sångaren och låtskrivaren Ted Ström.
All text och musik är av Ted Ström. Huvuddelen av låtarna är hämtade från hans soloalbum från 1973–92. Låten Vintersaga finns med i två versioner, dels originalet från 1984 och en helt ny version från 2012. Låten Nyårsnatt i Gamla stan var bonusspår på CD-upplagan av albumet När natten vänder (1987). Dessutom har låten Hon kom över mon, inspelad 1970 med Ströms dåvarande band Contact tagits med. Albumet är utgivet på Snö Records SNÖ 13001.

## Låtlista

### CD 1
1. Ett längtans folk
2. Efter alla dessa år
3. Hon kom över mon
4. Bakom fasaderna
5. En svensk kärlekssång
6. Annas låt
7. Den siste entusiasten
8. Mot södra korset
9. Dom döda skeppens kaj
10. Vinden i november
11. Snö
12. Vintersaga (originalversion från 1984)
13. Snösvängen
14. Nyårsnatt i Gamla stan
15. Vinterresa

### CD 2
1. Stockholms skuggor
2. Ännu en natt
3. Tre kärlekar
4. Stilla flyter Värtan
5. Tidig morgon
6. Åt'n Albin
7. Ett liv
8. Julinatt
9. En dans på knivens egg
10. Till Marstrand
11. Från Skagen
12. Höst
13. Vinterhamn
14. Frost
15. Vintersaga (ny version från 2012)